# Scorpionidae
Scorpionidae (лат.) — семейство скорпионов из надсемейства Scorpionoidea. Более 260 видов.

## Описание
Встречаются в Австралии, Азии, Африке, Северной, Центральной и Южной Америке. Имеют пентагональный стернум и очень широкие и крупные педипальпы. Представители родов Heterometrus и Pandinus стали популярны при разведении их в террариумах. Из крупных представителей выделяются Heterometrus swammerdami (Индия, Шри-Ланка) и Pandinus imperator, достигающие в длину 15—20 см и весящие до 32 г.

## Систематика
17 родов и более 262 видов (2 рода и 2 вида вымершие). В последнее время в состав семейства Scorpionidae включают род Urodacus из семейства Urodacidae, а также представителей расформированного близкого семейства Diplocentridae.
- Aops Volschenk & Prendini, 2008
- Bioculus Stahnke, 1968
- Cazierus Francke, 1978
- Didymocentrus  Kraepelin, 1905
- Diplocentrus  Peters, 1861
- Heterometrus Ehrenberg, 1828
- Heteronebo  Pocock, 1899
- Nebo Simon, 1878
- Oiclus Simon, 1880
- Opistophthalmus C. L. Koch, 1837
- Pandinus Thorell, 1876
- Rugodentus Bastawade, Sureshan & Radhakrishnan, 2005
- Scorpio Linnaeus, 1758
- Tarsoporosus Francke, 1978
- Urodacus Peters, 1861